# Alter Ego (альбом Лисы Манобан)
Alter Ego — дебютный студийный альбом тайской рэперши и певицы Лисы (вокалистки группы Blackpink), вышедший 28 февраля 2025 года на лейблах Lloud и RCA Records. Альбом стал её первым сольным релизом после ухода из YG Entertainment и Interscope Records в 2023 году. Альбом был поддержан пятью синглами: «Rockstar», «New Woman», «Moonlit Floor (Kiss Me)», «Born Again» (с участием Doja Cat и Raye) и «Fxck Up the World». Лид-сингл «Rockstar» вошёл в пятёрку лучших в Billboard Global 200 и возглавил чарты в Гонконге и Малайзии, а все синглы попали в топ-25 Global 200.
Альбом Alter Ego в целом получил смешанные отзывы: критики хвалили его сильное поп-производство и многогранность, но критиковали отсутствие целостности и самобытности. После выхода альбом дебютировал в первой десятке в Австралии, Бельгии, Франции, Германии, Нидерландах, Шотландии, Швейцарии и Соединённых Штатах и в первой двадцатке в Италии, Японии, Новой Зеландии и Великобритании.

## История
В декабре 2023 года Лиза объявила о своём уходе из YG Entertainment для сольной работы, оставаясь в YG для продолжения деятельности в качестве участницы Blackpink. В феврале 2024 года она основала свою собственную управляющую компанию Lloud и два месяца спустя подписала контракт с RCA Records для выпуска сольной музыки в сотрудничестве с Lloud. Впервые она сообщила название своего предстоящего альбома в клипе на сингл «New Woman», в котором несколько женщин читали журнал под названием Alter Ego.

## Концепция
Согласно пресс-релизу, в альбоме Alter Ego Лиса изображает пять персонажей, каждый из которых представляет собой уникальную личность. В рекламной кампании альбома пятиконечная звезда используется в качестве повторяющейся эмблемы для представления этих пяти «альтер-эго». В трейлере видеоклипа рэперша появляется в пяти местах, по одному на каждую личность: чёрная скала, подиум в открытом космосе, зачарованный сад, мотоциклетный трек с зелёными лазерными лучами и вулканически-красный подиум. По словам Лисы, концепция возникла, когда она «пробовала разные музыкальные стили во время записи». Желая объединить различные жанры в одном альбоме, она подумала: «О, я никогда раньше не делала ничего подобного, но это звучит здорово. Почему бы просто не объединить все разные стили в одном альбоме и не назвать его „Alter Ego“?». В интервью для Billboard в ноябре она рассказала, что много работает над альбомом, «пытаясь понять его, трек-лист и все остальное, что я могу в нём изменить», и сыграла несколько незаконченных песен для журналиста.

## Продвижение и релиз
11 ноября во время тура Lisa Fan Meetup in Asia 2024 был опубликован фрагмент кинематографического тизер-видео для предстоящего проекта, в котором Лиса играет на гитаре в пустынном киберпанковском пейзаже и вызывает с неба неоновый фиолетовый свет. Надпись к тизеру раскрывала одну букву из названия проекта, а на сайте Лисы появился обратный отсчёт, который должен был завершиться через неделю, 19 числа. Другие фрагменты тизера были опубликованы во время тура вместе с другой буквой из названия проекта. После финального гонконгского шоу 19 ноября Лиса выпустила полный трёхминутный трейлер и официально объявила, что её первый студийный альбом Alter Ego выйдет 28 февраля 2025 года. Она также показала обложку альбома, на которой крупным планом была изображена Лиса в чёрном капюшоне, прикрывающая рот и демонстрирующая острые чёрные ногти.
Alter Ego вышел 7 марта 2025 года в нескольких вариантах. Он был издан в виде стандартного 12-песенного альбома (на стримерах, а также для приобретения в виде цифрового скачивания, CD и винила), 15-песенного набора (с тремя бонус-треками, на стримерах и в виде цифрового скачивания) и 19-трекового набора (с тремя дополнительными ремиксами и голосовой заметкой от артиста, продаётся в виде цифрового скачивания исключительно на официальном веб-сайте Лисы). Набор был выпущен в девяти вариантах CD (включая издание с автографом; все они содержат коллекционные бумажные эфемеры, такие как фотокарточки произвольной формы), шести делюксовых бокс-сетах CD (каждый из которых содержит копию альбома на CD и брендированную одежду) и двух вариантах винила (включая одно издание с автографом).

### Синглы
В поддержку Alter Ego вышло четыре сингла. Лид-сингл, «Rockstar», был выпущен 28 июня 2024 года. Песня дебютировала на четвёртом месте в Billboard Global 200 и на первом месте в Global Excl. US, став третьим хитом первой десятки в первом чарте и первым номером один чарта во втором. Она стала самой успешной записью в Billboard Hot 100 на 70-м месте. Второй сингл альбома, «New Woman» с участием испанской певицы Розалии, был выпущен 16 августа. Он дебютировал на 15-м месте в Billboard Global 200 и под номером 6 в Global Excl. US, став четвёртым хитом Лисы в десятке лучших. Он также дебютировал на 97-м месте в Billboard Hot 100. Третий сингл, «Moonlit Floor (Kiss Me)», был выпущен 4 октября. Песня заняла 24 место в Billboard Global 200 и 14 место в Global Excl. US. Четвёртый сингл, «Born Again» с участием Doja Cat и Raye, был выпущен 7 февраля 2025 года.

## Живые выступления
11 сентября 2024 года Лиза дебютировала с песнями «New Woman» и «Rockstar» на церемонии MTV Video Music Awards 2024 в Элмонте, Нью-Йорк. Она представила обе песни и «Moonlit Floor (Kiss Me)» до ее выхода в качестве хедлайнера на фестивале Global Citizen в Нью-Йорке 28 сентября. 15 октября она исполнила «Rockstar» и «Moonlit Floor (Kiss Me)» на показе мод Victoria’s Secret 2024. Она также представила эти три сингла в рамках тура Lisa Fan Meetup in Asia 2024, который состоял из пяти шоу с 11 по 19 ноября. В канун Нового года Лиза исполнила «Rockstar», «New Woman» и ремикс «Santa Baby» на «Moonlit Floor (Kiss Me)» в качестве хедлайнера Amazing Thailand Countdown 2025 в Бангкоке. Она исполнила песни с Alter Ego на фестивале музыки и искусств Коачелла 11 и 18 апреля 2025 года.

## Отзывы
| Совокупная оценка  | Совокупная оценка |
| Источник           | Оценка            |
| ------------------ | ----------------- |
| Metacritic         | 58/100            |
| Оценки критиков    |                   |
| Источник           | Оценка            |
| The Guardian       | [ 29 ]            |
| The Irish Times    | [ 30 ]            |
| IZM                | [ 31 ]            |
| The New York Times | [ 32 ]            |
| NME                | [ 33 ]            |
| Pitchfork          | 5.2/10            |
| Rolling Stone      | [ 35 ]            |
| The Skinny         | [ 36 ]            |
| The Times          | [ 37 ]            |

Alter Ego в целом получил смешанные отзывы от критиков. На Metacritic, который присваивает нормализованный рейтинг из 100 баллов отзывам основных критиков, альбом получил средний балл 58 на основе шести рецензий, что означает «смешанные или средние отзывы».
Мора Джонстон из Rolling Stone оценила Alter Ego в 3,5 звезды из 5 и похвалила его за демонстрацию «крепкого и в то же время заводного пения» Лисы и многогранности как артиста, что подчёркивается многоперсональной концепцией альбома, но отметила, что он «кажется немного собранным из кусочков». Элиза Райан из Associated Press также похвалила альбом за «хамелеонское использование стилей» и «интересные поп-продукции», но раскритиковала его за слишком «перегруженный функциями», что отвлекает от ясного представления Лисы слушателям.
Напротив, Кристал Белл из NME отметила, что лучшие работы Лисы на Alter Ego появились в результате её сотрудничества; однако она раскритиковала альбом в целом, назвав его проектом, который охватывает разнообразие, зрелищность и звуковые эксперименты, а не сплочённость, художественное видение или более глубокое понимание личности Лисы. 
В неоднозначном трёхзвёздочном обзоре для The Times Уилл Ходжкинсон контекстуализировал альбом как результат строгой системы обучения K-pop, обобщив «безжалостную эффективность» Alter Ego как «квинтэссенцию всех популярных стилей современности, переупакованную и вычищенную для аудитории, которая любит своих кумиров безупречными и непроницаемыми». Джошуа Минсу Ким из Pitchfork негативно отозвался об альбоме как о "наиболее типичном воплощении поп-звезды", критикуя отсутствие глубины. Другая негативная рецензия Эда Пауэра из The Irish Times повторила критику отсутствия индивидуальности и самобытности альбома.

## Коммерческий успех
В США альбом дебютировал на 7-м месте в Billboard 200 с тиражом 45 500 эквивалентных альбомных единиц. Из этой суммы чистые продажи альбома составили 28 000 (альбом дебютирует на первом месте в рейтинге Top Album Sales), стриминговых SEA-единиц — 16 500 (что соответствует 23,12 миллионам официальных потоков песен альбома по запросу; альбом дебютирует на 31 месте в рейтинге Top Streaming Albums) и TEA — 1 000 единиц. Лиса стала второй участницей группы BLACKPINK, чей сольный альбом вошёл в топ-10 чарта Billboard 200 в топ-10 после Розэ, чей альбом Rosie был на третьем месте в чарте от 21 декабря 2024 года. Альбому Alter Ego предшествовало трио песен с альбома, вошедших в чарт Billboard Hot 100: «Rockstar» (№ 70 в июле 2024 года), «New Woman» (при участии Розалии; № 97 в августе) и «Born Again» (при участии Doja Cat и RAYE; № 68 в феврале).

## Список композиций
| №                   | Название                                | Автор(ы)                                                                                    | Продюсеры                                       | Длительность |
| ------------------- | --------------------------------------- | ------------------------------------------------------------------------------------------- | ----------------------------------------------- | ------------ |
| 1.                  | «Rockstar»                              | Лиса Райан Теддер Sam Homaee Brittany Amaradio Lucy Healey James Essien                     | Теддер Homaee                                   | 2:18         |
| 2.                  | «Elastigirl»                            | Лиса Cooper Holzman Elle Campbell Rollo Connor Blake                                        | Holzman                                         | 2:57         |
| 3.                  | «Thunder»                               | Лиса Ilya Salmanzadeh Robin Tadross Abby Keen                                               | Ilya Rob Knox                                   | 2:48         |
| 4.                  | «New Woman» (при участии Розалии)       | Лиса Розалия Вила Тобелла Туве Лу Tove Burman Max Martin Salmanzadeh                        | Ilya Martin                                     | 2:59         |
| 5.                  | «Fxck Up the World» (Vixi solo version) | Лиса Jaeyoung Lee Michael Mule Isaac De Boni Jacob Canady Derrick Miller Nija Charles       | FnZ ATL Jacob Hendrix Smoke                     | 2:55         |
| 6.                  | «Rapunzel» (Kiki solo version)          | Лиса Теддер Homaee Gregory «Aldae» Hein Carly Gibert                                        | Теддер Homaee                                   | 2:19         |
| 7.                  | «Moonlit Floor (Kiss Me)»               | Джесси Рейес Ryan Williamson Matt Slocum                                                    | Rykeyz                                          | 2:35         |
| 8.                  | «When I’m with You» (при участии Tyla)  | Лиса Tyla Seethal Samuel Awuku Richard Isong Ariowa Irosogie Imani Lewis Corey Lindsay-Keay | Ari PenSmith Mocaha Sammy Soso Believve P2J [a] | 2:52         |
| 9.                  | «Badgrrrl»                              | Лиса Mark Williams Raul Cubina Nathan Chen Philip Mueller Kobe Hood                         | Ojivolta Ninetyniine DJH                        | 2:12         |
| 10.                 | «Lifestyle»                             | Лиса Теддер Grant Boutin A. Keen Essien                                                     | Теддер Boutin A. Keen Essien                    | 2:41         |
| 11.                 | «Chill»                                 | Лиса Mikkel S. Eriksen Tor Hermansen Awuku Ali Tamposi                                      | Stargate                                        | 2:39         |
| 12.                 | «Dream»                                 | Лиса Shintaro Yasuda her0ism Feli Ferraro Tamposi                                           | Yasuda her0ism                                  | 3:43         |
| Общая длительность: | Общая длительность:                     | Общая длительность:                                                                         | Общая длительность:                             | 32:58        |

| №                   | Название                                     | Автор(ы)                                                         | Продюсеры                   | Длительность |
| ------------------- | -------------------------------------------- | ---------------------------------------------------------------- | --------------------------- | ------------ |
| 1.                  | «Born Again» (при участии Doja Cat и Raye)   | Рэйчел Кин Амала Зандиле Дламини Andrew Wells Anthony Rossomando | Raye Wells                  | 3:51         |
| 6.                  | «Fxck Up the World» (при участии Фьючера)    | Лиса Nayvadius Wilburn Lee Mule De Boni Canady Miller Charles    | FnZ ATL Jacob Hendrix Smoke | 3:04         |
| 7.                  | «Rapunzel» (при участии Megan Thee Stallion) | Лиса Megan Pete Теддер Homaee Hein Gibert                        | Теддер Homaee               | 2:45         |
| Общая длительность: | Общая длительность:                          | Общая длительность:                                              | Общая длительность:         | 42:38        |

### Замечания
- ↑  дополнительный продюсер

## Чарты
| Чарт (2025)                               | Высшая позиция |
| ----------------------------------------- | -------------- |
| Австралия (ARIA)                          | 5              |
| Австрия (Ö3 Austria)                      | 2              |
| Бельгия/Фландрия (Ultratop)               | 4              |
| Бельгия/Валлония (Ultratop)               | 3              |
| Канада (Canadian Albums Chart)            | 21             |
| Нидерланды (Album Top 100)                | 7              |
| Финляндия (Suomen virallinen lista)       | 32             |
| Франция (SNEP)                            | 3              |
| Германия (Offizielle Top 100)             | 2              |
| Венгрия (MAHASZ)                          | 21             |
| Ирландия (Irish Albums Chart)             | 41             |
| Италия (FIMI)                             | 17             |
| Япония (Oricon)                           | 18             |
| Япония Combined Albums (Oricon)           | 26             |
| Япония Download Albums (Billboard Japan)  | 12             |
| Япония Top Albums Sales (Billboard Japan) | 17             |
| Литва (AGATA)                             | 19             |
| Новая Зеландия (RMNZ)                     | 11             |
| Норвегия (VG-lista)                       | 29             |
| Шотландия (Scottish Albums Chart)         | 9              |
| Испания (PROMUSICAE)                      | 3              |
| Швеция (Sverigetopplistan)                | 33             |
| Великобритания (UK Albums Chart)          | 20             |
| США (Billboard 200)                       | 7              |